# Kristen Stewart
Kristen Jaymes Stewart (Los Angeles, Califòrnia, 9 d'abril del 1990) és una actriu estatunidenca de cinema i televisió.
Ha fet diverses pel·lícules però les més conegudes són: la saga Crepuscle 
(twilight), L'habitació del pànic, Speak, Zathura, The Messengers, Entre dones i Cap rutes salvatges. El seu paper més popular ha estat la interpretació de Bella Swan, protagonista de les cinc pel·lícules de la saga Crepuscle, basades en els best-sellers homònims de Stephenie Meyer.

## Biografia
Kristen va iniciar la seva carrera a l'edat dels vuit anys, quan un agent la va veure actuar en una obra de Nadal de la seva escola. La seva primera actuació va ser una petita aparició en la pel·lícula Tritó per accident, produïda per Disney Channel. Posteriorment va aparèixer a la pel·lícula independent La seguretat dels objectes, on interpretava la filla d'una mare soltera (Patricia Clarkson).
L'actriu, que té una increïble semblança amb Jodie Foster (de jove), Kristen Stewart es va enfrontar amb serenitat al seu paper al costat de Foster en el thriller de David Fincher L'habitació del pànic, una pel·lícula de Hollywood, l'any 2002. Kristen va reemplaçar l'actriu escollida prèviament i va interpretar el paper de Sarah, la filla diabètica de Meg Sulle. L'elecció de Kristen va ser un cop de sort i més feliç encara es va sentir quan Jodie Foster va substituir Nicole Kidman que originalment havia estat escollida per protagonitzar el film. Encara que les crítiques de la pel·lícula no van ser gaire bones, Stewart va guanyar credibilitat gràcies la seva interpretació de la filla de Foster, Kristen va ser l'actriu més aclamada.
Després d'encarnar la filla d'una parella que, sense adonar-se, es traslladen a viure a una casa aparentment encantada a l'esgarrifosa pel·lícula Cold Creek Manor, Stewart va intervenir en el drama sobrecarregat d'emotivitat Speak. El 2004, una pel·lícula per a televisió basada en una novel·la de Laurie Hals Anderson. Kristen tenia tretze anys quan la va gravar i interpretava Melinda sordines, una noia que és aïllada de la gent després d'haver estat violada, però que es converteix en l'assumpte principal dels seus amics i la seva família. Aquest va ser el seu primer paper com a protagonista. Kristen va obtenir l'elogi de les crítiques i del públic del Festival de Sundance, gràcies a la seva remarcable interpretació.
És també memorable la seva interpretació a la pel·lícula Catch That Kid (2004), un remake d'una pel·lícula danesa que va ser un gran èxit de taquilla, anomenada Klatretosen. Kristen interpretava a l'esmentat film una intrigant adolescent que recluta un parell d'amics per robar un banc d'alta seguretat, amb l'objectiu de pagar-li al seu pare moribund una operació quirúrgica per salvar-lo a la vida.
El 2005 va aparèixer a Zathura, on interpretava a la Lisa, la irresponsable germana gran de dos nens que introdueix la seva casa en una nau espacial jugant a un joc de taula. La pel·lícula va rebre elogis per part dels crítics, però Kristen no va atraure gaire atenció dels mitjans, ja que el seu personatge passa la major part de la pel·lícula immobilitzat. L'any següent, va interpretar Maya a Gent poc corrent (Fierce People), dirigida per Griffin Dunne. Després d'això, va rebre el paper de Jess salomó en el thriller sobrenatural The Messengers. La pel·lícula va ser un èxit comercial, però, va rebre informes molt negatius pels crítics.
El 2007, va fer el paper de la maca adolescent Lucy Hardwick a Entre dones , un drama romàntic protagonitzat per Meg Ryan i Adam Brody. La pel·lícula, així com l'actuació de Kristen, van rebre comentaris diversos. Aquest mateix any, Stewart va protagonitzar l'aclamada pel·lícula de Sean Penn, Into The Wild. També The Cake Eaters,. A més a més, va fer una petita aparició a Jumper i a What just happened?.
El 16 de novembre de 2007, Summit Entertainment va anunciar que Kristen representaria el paper de Isabella Swan a Crepuscle, basada en el best-seller de Stephenie Meyer del mateix nom. Kristen es trobava rondant Adventureland quan la directora de Crepuscle, Catherine Hardwicke va visitar l'estudi per fer-li una prova que la va captivar. Robert Pattinson s'encarregava de l'altre paper protagonista interpretant Edward Cullen, un vampir que s'enamora de Bella.
No para d'encadenar projectes amb els millors cineastes del moment. Tant a casa seva, els Estats Units, com a Europa. Una bona mostra és aquesta Personal Shopper amb la qual el francès Oliver Assayas va guanyar el premi a millor director. El tàndem creatiu que ja formen, doncs, Assayas i Stewart ens porta ara una història fantasmagòrica que és pur cinema de gènere, amb una protagonista que es comunica amb el seu germà difunt a través del telèfon mòbil.

## Filmografia

### Pel·lícules
| Films that have not yet been released | Indica pel·lícules que no s'han estrenat |

| Any  | Títol                               | Paper                   | Notes           |
| ---- | ----------------------------------- | ----------------------- | --------------- |
| 2000 | The Flintstones in Viva Rock Vegas  | Noia                    | Sense acreditar |
| 2001 | The Safety of Objects               | Sam Jennings            |                 |
| 2002 | L'habitació del pànic               | Sarah Altman            |                 |
| 2003 | Cold Creek Manor                    | Kristen Tilson          |                 |
| 2004 | Missió no autoritzada               | Maddy Phillips          |                 |
| 2004 | Speak                               | Melinda Sordino         |                 |
| 2004 | Undertow                            | Lila                    |                 |
| 2005 | Gent poc corrent                    | Maya                    |                 |
| 2005 | Zathura: Una aventura espacial      | Lisa Budwing            |                 |
| 2007 | The Messengers                      | Jessica «Jess» Solomon  |                 |
| 2007 | Entre dones                         | Lucy Hardwicke          |                 |
| 2007 | The Cake Eaters                     | Georgia Kaminski        |                 |
| 2007 | Enmig de la natura                  | Tracy Tatro             |                 |
| 2007 | Cutlass                             | Robin (de jove)         | Curtmetratge    |
| 2008 | Jumper                              | Sophie                  |                 |
| 2008 | Què ha passat?                      | Zoe                     |                 |
| 2008 | The Yellow Handkerchief             | Martine                 |                 |
| 2008 | Crepuscle                           | Bella Swan              |                 |
| 2009 | Adventureland                       | Emily «Em» Lewin        |                 |
| 2009 | Lluna nova                          | Bella Swan              |                 |
| 2010 | The Runaways                        | Joan Jett               |                 |
| 2010 | Eclipsi                             | Bella Swan              |                 |
| 2010 | Welcome to the Rileys               | Allison/Mallory (renom) |                 |
| 2011 | La saga Crepuscle: Albada (1a part) | Bella Swan Cullen       |                 |
| 2012 | Blancaneu i la llegenda del caçador | Blancaneus              |                 |
| 2012 | On the Road                         | Marylou                 |                 |
| 2012 | La saga Crepuscle: Albada (2a part) | Bella Cullen            |                 |
| 2012 | K-11                                | Secretària de Ray       | Doblatge        |
| 2014 | Camp X-Ray                          | Cole                    |                 |
| 2014 | Els núvols de Sils María            | Valentine               |                 |
| 2014 | Sempre Alice                        | Lydia Howland           |                 |
| 2015 | American Ultra                      | Phoebe Larson           |                 |
| 2015 | Anesthesia                          | Sophie                  |                 |
| 2015 | Equals                              | Nia                     |                 |
| 2016 | Certain Women                       | Elizabeth Travis        |                 |
| 2016 | Café Society                        | Vonnie                  |                 |
| 2016 | Personal Shopper                    | Maureen                 |                 |
| 2016 | Billy Lynn's Long Halftime Walk     | Kathryn                 |                 |
| 2018 | Lizzie                              | Bridget Sullivan        |                 |
| 2018 | JT LeRoy                            | Savannah Knoop          |                 |
| 2019 | Seberg                              | Jean Seberg             |                 |
| 2019 | Charlie's Angels                    | Sabina Wilson           |                 |
| 2019 | Ru's Angels                         | Sabina Wilson           | Curtmetratge    |
| 2020 | Underwater                          | Norah Price             |                 |
| 2020 | Happiest Season                     | Abby                    | Postproducció   |